# 昌岗路
昌岗路位于中华人民共和国廣東省广州市海珠区，是一条呈东西走向的主干道。
其西起珠江边，至工业大道称为昌岗西路；往东至江南大道称为昌岗中路；再往东至新港西路称为昌岗东路，全长3100米，宽40米。因横穿南昌岗而得名南昌路，于1981年因避免与江西省南昌市重名改名为昌岗路。

## 在此路上的建筑
- 昌岗油库
- 广州电池厂
- 沙园小区
- 橡胶新村
- 昌岗路巴士总站
- 信和广场
- 达镖国际中心
- 昌岗中路小学
- 广医二院
- 广州美术学院

## 与之交会道路
- 顺序由西往东排列，粗体字为主干道
- 南边路
- 工业大道北、工业大道中
- 鹤洞大桥
- 宝岗大道
- 沙园路
- 礼岗路
- 江南大道中、江南大道南
- 细岗路
- 江泰路
- 晓港西马路
- 晓港中马路
- 昌岗路立交:东晓路、东晓南路、新港西路、晓港东马路

## 公共交通
- 广州地铁2号线昌崗站
- 广州地铁8号线寶崗大道站、昌崗站、曉港站

均在鄰近昌崗路位置設有出口。